# Oberdüssel
Oberdüssel is een plaats in de stad Wülfrath in  Noordrijn-Westfalen in Duitsland.  
Oberdüssel ligt aan de Uerdinger Linie, in het gebied waarin traditioneel Limburgs wordt gesproken. Oberdüssel ligt ten zuiden van het Ruhrgebied. 
Oberdüssel ligt tussen Velbert-Neviges en Wuppertal-Elberfeld. Oberdüssel ligt dicht bij Unterdüssel.